# Lais Ribeiro
Lais Ribeiro (ur. 5 października 1990 w Brazylii) – brazylijska modelka, znana ze współpracy z marką Victoria’s Secret oraz bycia ich „aniołkiem”. Pojawiła się na okładkach magazynów: Vogue, Harper’s Bazaar, Elle, GQ, Maxim czy L'Officiel.

## Biografia

### Dzieciństwo
Lais urodziła się i wychowała w miejscowości Teresina w Brazylii. Ma starszą o dwa lata siostrę Leticię oraz starszego o 4 lata brata Leonardo. Jej rodzicami są Maria do Socorro Carvalho Pereira oraz José Ribeiro de Oliveira Filho. Jej matka prowadziła własną restaurację, a ojciec był sklepikarzem. Rodzice modelki rozwiedli się, gdy miała 13 lat. Po rozstaniu rodziców Lais wraz z siostrą zamieszkała z babcią ze strony matki, a brat pozostał u matki.

### Modeling

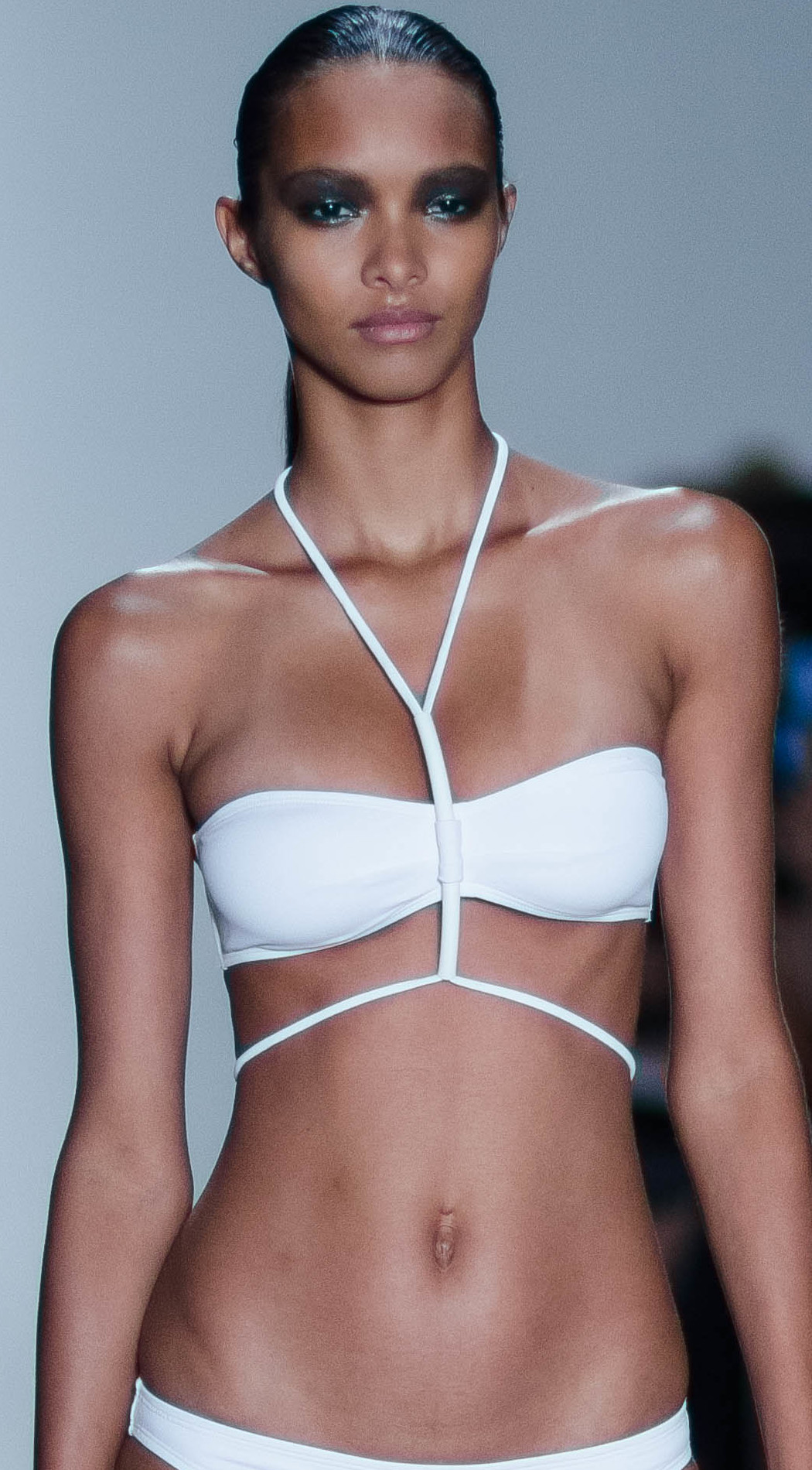
Lais Ribeiro podczas pokazu marki Cuschnie (2013)

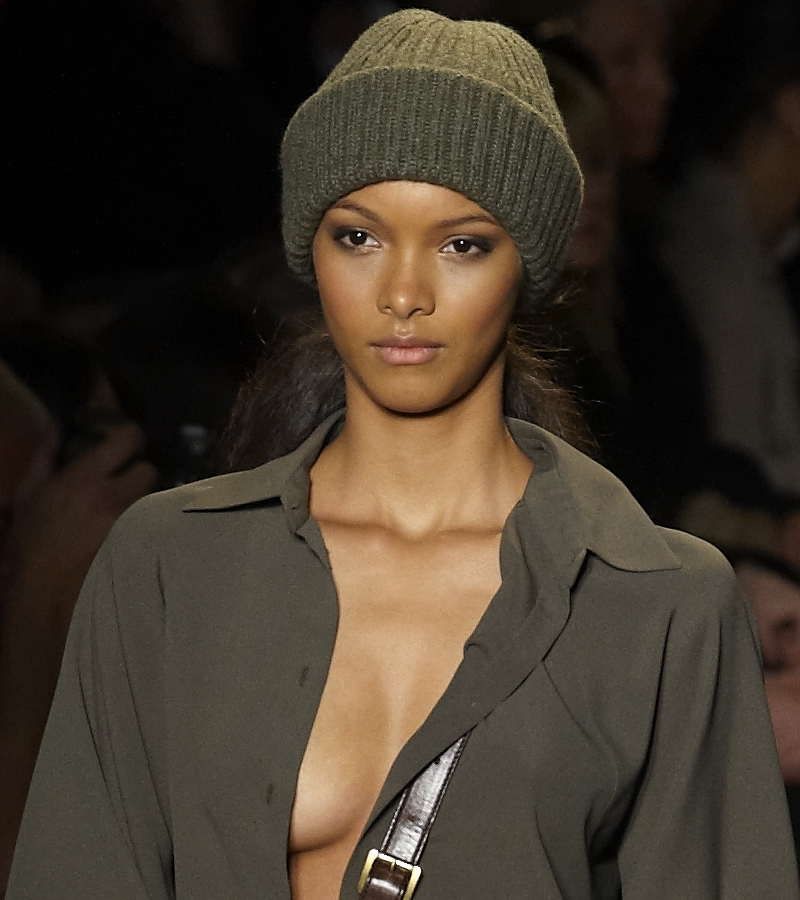
Lais Ribeiro podczas pokazu marki Michael Kors (2010)

Zanim Ribeiro rozpoczęła karierę modelki, studiowała pielęgniarstwo. Modeling miał być dla niej dodatkową pracą, na którą namówiła ją jej przyjaciółka modelka. Pierwsze doświadczenia w modelingu zdobyła na miejscowych pokazach mody, gdzie została dostrzeżona przez skautów. W 2009 roku wyjechała do Stanów Zjednoczonych w poszukiwaniu międzynarodowej agencji modelek, ledwo znając język angielski. W tym samym roku wzięła udział w pokazach dla takich projektantów jak Chanel, Louis Vuitton, Dolce & Gabbana oraz Marc Jacobs.

W 2010 roku w Nowym Jorku podpisała kontrakt z agencją Women Management. Lais debiutowała w kampanii marki GAP, towarzysząc modelkom tj. Anja Rubik, Karmen Pedaru, Lily Donaldson czy Sasza Piwowarowa. W 2010 roku wzięła również udział w kampaniach Ralph Lauren oraz American Eagle. Sesje z Ribeiro ukazały się w amerykańskiej i brazylijskiej edycji magazynu Vogue.
W 2011 roku była najbardziej rozchwytywaną modelką podczas Brazil Fashion Week (wiosna/lato) - uczestniczyła w 27 pokazach w czasie São Paulo Fashion Week i w 26 w czasie Rio Fashion Week. Wzięła udział w pokazach m.in.: Alexander Wang, Carolina Herrera, Marc Jacobs, Óscar de la Renta czy Tom Ford. Pojawiła się na okładce dodatku brazylijskiego Vogue'a, gdzie również ukazała się sesja z jej udziałem. We włoskim Vogue wzięła udział w sesji "The Blackallure",  w której pojawiły się wyłącznie czarnoskóre modelki tj.: Joan Smalls, Jourdan Dunn czy Chanel Iman.
W styczniu 2012 roku w brazylijskiej edycji magazynu Vogue pojawiła się na okładce obok rodaczek Tayane Leao oraz Marcelii Freesz. W marcu Ribeiro ukazała się na okładce niemieckiego Vogue'a, a autorem sesji był fotograf polskiego pochodzenia, Alexi Lubomirski. Lais została twarzą kampanii marek Nine West oraz Lilly Sarti. W tym samym roku wzięła udział w pokazach dla marek tj.: Balmain, DKNY, Jean Paul Gaultier, Ralph Lauren czy Tom Ford.
W 2013 roku wystąpiła w kampanii kolekcji świątecznej Michaela Korsa oraz perfum marki Tom Ford. Ponownie podjęła współpracę z marką Nine West biorąc udział w ich kampaniach wiosna/lato oraz jesień/zima. Wzięła udział w pokazach m.in. dla: Elie Saab, Givenchy, Hervé Léger, Jeremy Scott, Marc Jacobs, Ralph Lauren czy Zuhair Murad. Ribeiro pojawiła się na okładkach L'Officiel Paris oraz Harper’s Bazaar (Brazylia). Sesje z jej udziałem ukazały się w magazynach tj. Vogue (Brazylia i Włochy), Harper’s Bazaar (Brazylia) czy L'Officiel (Paris i Netherlands).
Rok później Lais prezentowała na wybiegach kolekcje marek tj. Carolina Herrera, Diane von Furstenberg, Moschino oraz Óscar de la Renta. Pojawiła się na okładkach Elle Brazylia i Harper’s Bazaar Arabia. Brazylijka została twarzą kampanii marek DKNY oraz Ellus. Sesje z jej udziałem można było podziwiać m.in. w brytyjskim Vogue, Elle (USA oraz Wielka Brytania), Harper’s Bazaar Arabia czy W Magazine.

W latach 2015–2016 ponownie wzięła udział w kampaniach DKNY oraz Tom Ford. Wystąpiła na okładkach magazynów Elle, GQ, Lui Magazine oraz 10 Magazine. Pojawiła się na wybiegach marek tj. Balmain, Carolina Herrera, Cushnie oraz Zac Posen. Sesje z jej udziałem ukazały się m.in. w magazynach Vogue, Elle czy GQ.
Ribeiro w kolejnych dwóch latach rzadziej pojawiała się na wybiegach, stąd można było ją oglądać jedynie w pokazach marek Balmain, Cuschnie, La Perla i Philipp Plein. Wzięła udział w kampaniach dla Amissima, C&A i Cuschnie. Lais ukazała się na okładkach magazynów Vogue, Harper’s Bazaar, Maxim oraz Marie Claire.

## Victoria's Secret
Współpracę z bieliźnianą marką Victoria's Secret rozpoczęła w 2010 roku, kiedy to pierwszy raz pojawiła się na ich wybiegu - od tego czasu występuje w corocznym pokazie Victoria’s Secret Fashion Show. Podczas pokazu w 2012 roku Brazylijka miała otworzyć segment "Dangerous Liaisons", jednak z powodu kontuzji kostki musiała opuścić pokaz, a jej strój został przekazany Behati Prinsloo. W ramach rekompensaty modelka otrzymała możliwość otworzenia segmentu "Birds of Paradise" podczas pokazu w 2013 roku.

W 2015 roku Lais została nowym aniołkiem Victoria's Secret. Dwa lata później została wybrana do zaprezentowania Fantasy Bra. Biustonosz "Champagne Nights" został wykonany przez markę jubilerską Mouawad, a do jego stworzenia użyto 18-karatowego złota oraz około 6 tysięcy kamieni szlachetnych - diamentów, szafirów oraz błękitnych topazów. Wartość biustonosza została wyceniona na 2 mln dolarów.

## Życie prywatne
W wieku 17 lat Ribeiro zaszła w ciążę, z której urodziła syna Alexandre. Jej ówczesnym partnerem był o 5 lat starszy Altamir Matos. W latach 2012–2013 partnerem Lais był hiszpański model Adrian Cardoso. Od 2015 roku do marca 2018 roku Ribeiro była w związku z amerykańskim koszykarzem Jaredem Homanem. Pod koniec 2018 roku związała się z francuskim koszykarzem Joakimem Noah.